# (12008) Kandrup
(12008) Kandrup (1996 TY9) – planetoida z grupy przecinających orbitę Marsa okrążająca Słońce w ciągu 2,82 lat w średniej odległości 2 j.a. Odkryta 11 października 1996 roku.